# Når din mand er en dreng
|  | Denne artikel er oprettet af botten PalnaBot ud fra en ekstern database. Den kan derfor have sproglige fejl eller mangler. Denne skabelon kan fjernes efter kontrol af indholdet. |

Når din mand er en dreng er en film instrueret af Carsten 1/2, Mette Mädchen.

## Handling
At se en sag fra den ene side er kun den halve sandhed. At se en sag fra den anden side er kun den halve sandhed... thi kun Han, hvis øjne er tvunget åbne, kan rumme begge sider af en sag.